# Jerry St. Juste
Jeremiah „Jerry“ St. Juste (* 19. Oktober 1996 in Groningen, Niederlande) ist ein niederländischer Fußballspieler, der in der Innenverteidigung eingesetzt wird. Er spielte von 2015 bis 2019 in der Eredivisie für den SC Heerenveen und für Feyenoord Rotterdam. Von 2019 bis 2022 spielte er für den 1. FSV Mainz 05 in Deutschland. Seit Juli 2022 steht er in der portugiesischen Primeira Liga bei Sporting Lissabon unter Vertrag. Seit der U18 spielte St. Juste für niederländische Junioren-Auswahlmannschaften.

## Karriere

### Verein
Jerry St. Juste, dessen Vater aus St. Kitts und Nevis stammt und dessen Mutter eine Niederländerin ist, wuchs als Scheidungskind bei seiner Mutter auf. Er begann mit dem Fußballspielen beim SV Marum in der damaligen Gemeinde Marum und wechselte 2007 in die gemeinsame Jugendakademie des SC Heerenveen und FC Emmen (Voetbalacademie Heerenveen/Emmen). Am 24. Januar 2015 lief St. Juste beim 4:1-Sieg am 19. Spieltag der Saison 2014/15 im Spiel gegen Vitesse Arnheim erstmals in der Eredivisie für die Profimannschaft des SC Heerenveen auf. In der höchsten niederländischen Liga kam er zu neun Einsätzen, lief allerdings auch weiterhin für die A-Jugend (U19) und die Reservemannschaft auf. Die Profimannschaft qualifizierte sich für die Play-offs um die Teilnahme an der dritten Qualifikationsrunde zur UEFA Europa League und verlor nach Hin- und Rückspiel mit 4:7 gegen Vitesse Arnheim. In der Folgesaison erkämpfte sich St. Juste einen Stammplatz und kam in 28 Partien (1 Tor) zum Einsatz. Eine Spielzeit später qualifizierten sich die Heerenveener erneut für die Play-offs um die dritte Qualifikationsrunde zur Europa League, in denen der Verein gegen den FC Utrecht ausschied.
Im Juli 2017 wechselte St. Juste zum niederländischen Meister Feyenoord Rotterdam. Für die Rotterdamer war er zunächst zu 15 Einsätzen in der Eredivisie (2 Treffer) sowie zu 5 Einsätzen in der UEFA Champions League 2017/18 (1 Tor im Gruppenspiel gegen die SSC Neapel) gekommen, ehe er aufgrund einer Schulterverletzung bis zum Saisonende ausfiel. Auch in der Saison 2018/19 kämpfte St. Juste mit Verletzungen; wettbewerbsübergreifend kam er zu 25 Einsätzen und schoss dabei 3 Tore.
Im August 2019 wechselte der Niederländer in die deutsche Bundesliga zum 1. FSV Mainz 05 und unterschrieb einen Vierjahresvertrag. Bei den Mainzern ist er von Beginn an Stammspieler als Innenverteidiger in der Dreier- oder Viererkette. Er fehlte seiner Mannschaft wegen einer Schulterverletzung mit Operation seit Anfang Oktober 2021. Bei seinem Comeback am 15. Januar 2022, dem 19. Spieltag der Saison 2021/22, erzielte er den 1:0-Siegtreffer gegen den VfL Bochum. Er bestritt seitdem kein weiteres Spiel, sondern begab sich erneut in ärztliche Behandlung zu einer Operation an seiner anderen Schulter.
St. Juste ist seit Oktober 2021 mit 36,6 km/h der schnellste Bundesligaspieler seit Beginn der Messungen 2011.
Im Sommer 2022 wechselte er zu Sporting Lissabon.

### Nationalmannschaft
2013 absolvierte St. Juste mindestens drei Partien für die niederländische U18-Nationalmannschaft. Nach zwei Einsätzen im Jahr 2014 für die niederländische U19-Nationalelf sowie drei für die niederländische U20 von 2015 bis 2016 lief er beim torlosen Unentschieden am 6. Oktober 2016 in Alkmaar gegen die Türkei erstmals für die niederländische U21-Nationalmannschaft auf. St. Juste absolvierte für diese Altersklasse von 2016 bis 2018 neun Partien (ein Torerfolg), verpasste mit der Mannschaft allerdings die Teilnahmen an den Europameisterschaften 2017 in Polen sowie 2019 in Italien und San Marino.
Im März 2021 wurde er von Bondscoach Frank de Boer in den vorläufigen Kader der niederländischen A-Nationalmannschaft für drei Qualifikationsspiele zur Weltmeisterschaft 2022 berufen, stand aber in keinem der Spiele im Kader.

## Erfolge und Titel
Sporting Lissabon
- Meister: 2024, 2025

Feyenoord Rotterdam
- Niederländischer Supercupsieger: 2019, 2020
- Niederländischer Pokalsieger: 2018